# Semaine 37
D'après la norme ISO 8601, une semaine débute un lundi et s'achève un dimanche, et une semaine dépend d'une année lorsqu'elle place une majorité de ses sept jours dans l'année en question, soit au moins quatre. Dès lors, la semaine 37 est la semaine du trente-septième jeudi de l'année. Elle suit la semaine 36 et précède la semaine 38 de la même année.
La semaine 37 est pratiquement toujours la semaine du 13 septembre, sauf exceptionnellement, dans le cas d'une année bissextile commençant un jeudi.
Elle commence au plus tôt le 6 septembre et au plus tard le 13 septembre.
Elle se termine au plus tôt le 12 septembre et au plus tard le 19 septembre.

## Notations normalisées
La semaine 37 dans son ensemble est notée sous la forme W37 pour abréger.
| Jour de la semaine 37 | Notation |
| --------------------- | -------- |
| Lundi                 | W37-1    |
| Mardi                 | W37-2    |
| Mercredi              | W37-3    |
| Jeudi                 | W37-4    |
| Vendredi              | W37-5    |
| Samedi                | W37-6    |
| Dimanche              | W37-7    |

## Cas de figure
| Cas | Le 31 décembre est… | L'année est une année… | Le trente-septième jeudi de l'année tombe… | La semaine 37 débute… | La semaine 37 s'achève…  | Premier cas après 2008 |
| --- | ------------------- | ---------------------- | ------------------------------------------ | --------------------- | ------------------------ | ---------------------- |
| 0   | Un vendredi         | bissextile DC          | Le 9 septembre                             | Le lundi 6 septembre  | Le dimanche 12 septembre | 2032                   |
| 1   | Un jeudi            | D ou ED                | Le 10 septembre                            | Le lundi 7 septembre  | Le dimanche 13 septembre | 2009                   |
| 2   | Un mercredi         | E ou FE                | Le 11 septembre                            | Le lundi 8 septembre  | Le dimanche 14 septembre | 2014                   |
| 3   | Un mardi            | F ou GF                | Le 12 septembre                            | Le lundi 9 septembre  | Le dimanche 15 septembre | 2013                   |
| 4   | Un lundi            | G ou AG                | Le 13 septembre                            | Le lundi 10 septembre | Le dimanche 16 septembre | 2018                   |
| 5   | Un dimanche         | A ou BA                | Le 14 septembre                            | Le lundi 11 septembre | Le dimanche 17 septembre | 2017                   |
| 6   | Un samedi           | B ou CB                | Le 15 septembre                            | Le lundi 12 septembre | Le dimanche 18 septembre | 2011                   |
| 7   | Un vendredi         | C                      | Le 16 septembre                            | Le lundi 13 septembre | Le dimanche 19 septembre | 2010                   |

1. 1 2 3  Dans ce cas, l'année compte une semaine 53.